# Les Deux Orphelins
Pour plus de détails, voir Fiche technique et Distribution.
Les Deux Orphelins (I due orfanelli) est un film italien réalisé par Mario Mattoli, sorti en 1947.

## Synopsis
Sous le Second Empire, à Paris, l'histoire d'une relation amoureuse entre une jeune fille et un jeune officier.

## Fiche technique
- Titre français : Les Deux Orphelins[1]
- Titre original : I due orfanelli
- Réalisation : Mario Mattoli
- Scénario : Agenore Incrocci, Mario Mattoli, Jean-Jacques Rastier Steno
- Photographie : Jan Stallich, Tino Santoni
- Montage : Ferdinando Tropea
- Musique : Eldo Di Lazzaro (it), dirigée par Pippo Barzizza
- Direction artistique : Dante Fazi
- Scénographie : Gastone Medin, Roland Quignon
- Costumes : Maria De Matteis
- Producteur : 	Dino De Laurentiis, Carlo Ponti
- Société de production : Excelsa Film
- Pays de production :  Italie
- Langue : Italien
- Format : Noir et blanc — 35 mm — 1,37:1 — Son : Mono
- Genre : Comédie
- Durée : 90 minutes
- Dates de sortie :
  - Italie : 1947
  - Portugal : 14 février 1953

## Distribution
- Totò : Gasparre
- Carlo Campanini : Battista
- Isa Barzizza : Matilde
- Nerio Bernardi : le duc Filippo
- Raymond Bussières : Monsieur Deval
- Franca Marzi : Susanne de la Pleine
- Ada Dondini : la directrice de l'orphelinat
- Guglielmo Barnabò : le juge
- Annette Poivre : la diseuse de bonne aventure madame Thérèse
- Galeazzo Benti : Giorgio, l'officiel
- Mario Castellani : le maître d'hôtel
- Raimondo Vianello : un officiel
- Ughetto Bertucci : le général
- Luigi Almirante : le bourreau de Paris
- Dina Romano : la domestique du bourreau
- Luigi Erminio D'Olivo : Napoléon III
- Achille Majeroni (it) : le secrétaire de Napoléon III
- Totò Mignone (it) : Le Chinois
- Paolo Ferrara : le gardien du parc
- Irene Genna : une membre du club
- Vera Bergman : une membre du club
- Giorgio Capecchi (it) : le directeur du club
- Leonello Zanchi : le serveur du club
- Nico Pepe: l'abbé Faria
- Mario Besesti (it) : le narrateur